# Geneviève Élisabeth Disdéri
Geneviève Élisabeth Disdéri (apellido de soltera Francart, c.1817–1878) fue una de las primeras fotógrafas francesas. 
En 1843, se casó con el fotógrafo pionero André-Adolphe-Eugène Disdéri, socia junto a él de su Brest daguerrotype estudio a finales de 1840. Después de que su marido la abandone por París en 1852, Geneviève continuó dirigiendo el estudio sola. Se la recuerda por sus 28 vistas de Brest, principalmente arquitectónicas, las cuales estuvieron publicadas como Brest y sus entornos en 1856. En 1872,  se traslada a París, abriendo un estudio en el Rue du Bac donde posiblemente era asistida por su hijo Jules. Listados de comercio indican que continuó dirigiendo el estudio hasta su muerte en un hospital de París en 1878.

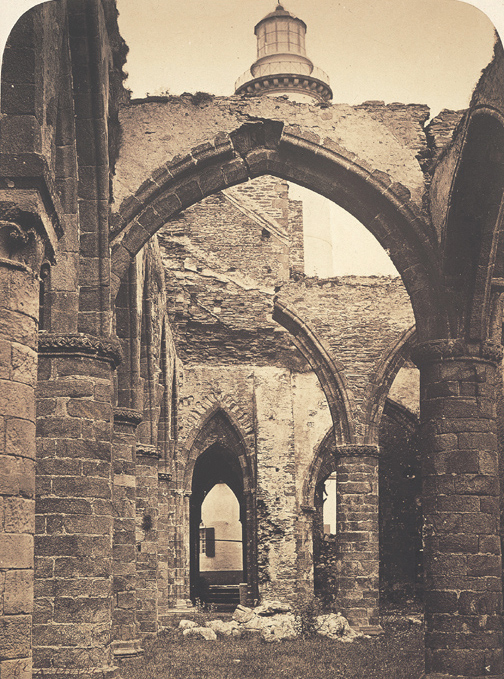
Ruinas de St Mathieu
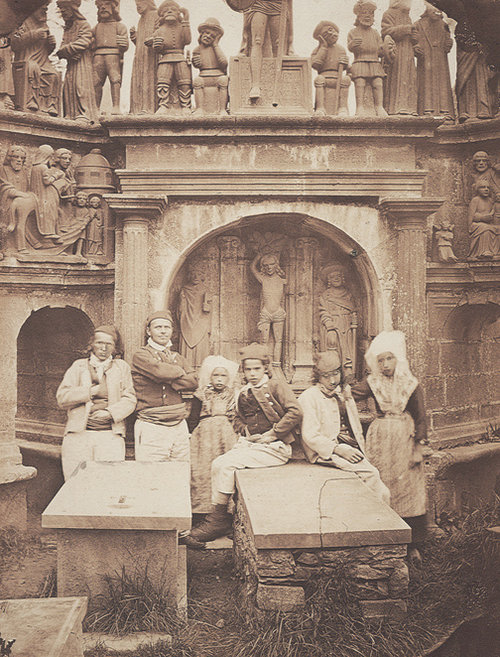
Cimitière de Plougastel